# Dasychira oxygnatha
Dasychira oxygnatha är en fjärilsart som beskrevs av Collenette 1936. Dasychira oxygnatha ingår i släktet Dasychira och familjen tofsspinnare. Inga underarter finns listade i Catalogue of Life.